# Julia Mamaea
Julia Avita Mamaea eller Mamea (klassisk grekiska: Ἰουλία Μαμαία), född på 180-talet i Emesa, död i mars 235 vid Mogontiacum, var en romersk regent. Hon var mor till den romerske kejsaren Alexander Severus, och regent under hans omyndighet, initialt i samregering med sin mor Julia Maesa. 

## Biografi

### Tidigt liv
Julia Mamaea var yngre dotter till Julius Avitus Alexianus och Julia Maesa och syster till Julia Soaemias. Hon var systerdotter till Julia Domna och därmed kusin till kejsarna Geta och Caracalla. Hennes morfar Julius Bassianus var överstepräst för den lokala solguden Elagabal i den syriska staden Emesa (Homs), där ämbetet gick i arv inom moderns familj, som möjligen härstammade från den sista kända arabiska kungen av Emesa, Gaius Julius Sohaemus, som styrde staden innan den inlemmades i romarriket. Hennes moster Julia Domnas make Septimius Severus blev romersk kejsare år 193, och hennes far blev senator i Rom. Familjen levde troligen efter detta år och framåt i Rom. 
Mamaea gifte sig först med en romersk konsul vars namn är okänt, och därefter med Marcus Julius Gessius Marcianus (död 218), med vilken hon fick Theoclia och Alexander Severus.

### Macrinus regering
Den 8 april 217 mördades hennes kusin kejsar Caracalla, och armén upphöjde den praetorianska prefekten Macrinus till kejsare. Macrinus var misstänksam mot släktingarna till den förre kejsaren och förvisade Julia Maesa och hennes två döttrar Soaemias och Mamaea till Syrien. I Emesa övertog hennes systerson Elagabalus vid tretton års ålder ämbetet som solens överstepräst efter sin morfar. Hennes mor accepterade inte att hennes släkt blivit avsatt som kejsardynasti utan hävdade Elagabalus rätt till kejsartronen genom sin släktskap till Septimius Severus och den severiska dynastin.

### Elagabalus regering
Den 16 maj 218 utropade soldaterna Elagabalus till kejsare, och 8 juni 218 segrade Elagabalus armé över Macrinus i slaget vid Antiokia. Sommaren 219 anlände Elagabalus slutligen till Rom med sin mor, mormor, moster och kusiner. 
Kejsar Elagabalus blev dock oerhört impopulär på grund av sitt sexuella och religiösa liv, och förlorade sitt stöd hos både praetoriangardet och armén. Julia Maesa bedömde att det fanns en fara för att Elagabalus skulle bli avsatt, och drog därför tillbaka sitt stöd till honom och hans mor för att istället stödja sin yngre dotter Mamaea och hennes son Alexander Severus. Maesa övertalade år 221 Elagabalus att adoptera och utnämna sin Alexander Severus till efterträdare, ge honom titeln caesar och dela konsulskapet med honom, med argumentet att han då själv skulle få tid över för religiösa frågor. Detta ledde till ett politiskt skifte med Elagabalus och hans mor på ena sidan, och Maesa, Mamaea och Alexander på den andra, med var sin grupp anhängare.
Elagabalus kom att frukta att Alexander Severus skulle bli mer populär hos armén än honom själv, och berövade honom därför hans titlar. Detta ledde till ett upplopp, och praetoriangardet krävde att få se både Elagabalus och Alexander Severus hos sig. Den 11 mars 222 mördades Elagabalus och Soaemias av soldaterna i praetoriangardets garnison. 

### Alexander Severus regering
Alexander Severus blev kejsare vid femton års ålder och hans regering kontrollerades totalt av hans mormor: hans officiella titel var Juliae Mamaeae Aug(ustae) filio Juliae Maesae Aug(ustae) nepote ('Julia Mamaeas son och Julia Maesas dotterson'). Hans mor och mormor iscensatte ett reformprogram med syftet att radera det dåliga rykte dynastin hade fått genom Elagabalus och återinföra romerska seder och värdighet till kejsarhuset. De utnämnde ett kejserligt råd med 16 medlemmar kända för erfarenhet och måttlighet, återkallade Elagabalus religiösa edikt, återförde El-Gabals heliga sten till Emesa och dedikerade Elagabalus soltempel till Jupiter.
Julia Mamaea beskrivs som dygdig och aldrig inblandad i skandaler. Hon ägnade stor omsorg åt att uppfostra sin son till kejsare, och han ska ha haft en nära relation till henne och alltid lagt stor vikt vid hennes råd. Även sedan han vid arton års ålder (225/226) blev myndig och hennes mandat som regent formellt löpt ut, delade han regeringen med henne som hennes rådgivare. Hon hade titeln mater castrorum ('fältägrens moder'), en hög hederstitel för en kejsarinna, och mottog åtskilliga hederstitlar från olika delar av det romerska imperiet. Hon visade tolerans mot de kristna och har därför ibland påståtts vara kristen, men förmodas istället, tillsammans med sin son, ha visat sympati för kristendomen jämsides flera andra religioner, något som på den tiden var enligt accepterad hednisk princip, där en människa utan problem kunde ha flera religioner samtidigt, något som inte överensstämde med de kristnas uppfattning om religiös exklusivitet och monoteism. 
Hon fick ett gott omdöme som politiker. Hennes svaghet var dock att hon inte lyckades bygga ut sin maktbas, som med tiden blev mycket liten. Hennes smala maktbas illustrerades när hon år 228 inte lyckades beskydda sin favorit Ulpianus, som hon gett befälet för praetoriangardet men som dräptes i det kejserliga palatset i hennes och hennes sons närvaro. Hon misslyckades med att säkerställa dynastins kontinuitet; hennes maktkamp med svärdottern avslutades med att hon förvisade denna och därefter vägrade låta sin son ingå ett nytt äktenskap, något som underminerade dynastins fortsatta existens. 
Julia Mamaea följde med sin son på hans fälttåg mot den persiske kungen Ardashir I i öster, och mot teutonerna vid Rhen 234–235. Hon bistod med råd och prioriterade alltid förhandlingar framför militära lösningar när det var möjligt. Denna politik ledde dock till en konflikt med armén, då hon prioriterade att använda de tillgängliga medlen för att köpa fred snarare än för militära aktioner. Under det germanska fälttåget kom arméns missnöje till utlopp då myterister utropade Maximinus Thrax till kejsare. Hon och hennes son mördades på order av Maximinus Thrax i sitt tält i lägret nära Mogontiacum i mars 235.